# Кој Стјуарт
Кој Стјуарт (Коламбија, 24. јун 1998) је амерички глумац. Познат је по улогама: Кевина Кингстон-Персона у Are We There Yet? и Троја Диксона у серији Бела и Булдози.

## Младост
Кој Стјуарт је рођен у Коламбију, Јужна Каролина. Његов интерес за глуму почео је из рецитовања текстова из популарних телевизијских серија. July 2010. Portrait magazine. Придружио се агенцији за таленте у Коламбију, након чега је добио улогу Тревиса Јангера у сценској продукцији A Raisin in the Sun.

## Каријера
У 2010. години, Стјуарт је започео своју каријеру у улози Кевина Кингстон-Персона у стикому Are We There Yet?. У марту 2011. године, Кој је освојио награду за најбољег младог глумца у комедији или драми за своју улогу Кевина у Are We There Yet?. Такође у 2011. години, он се појавио у 12 епизода PBS-ове серије The Electric Company, играјући Маркуса Баренса. У јануару 2012. године, Којев отац, Дерек Стјуарт, је објавио књигу по имену The Unlikely Journey, у којој се описује Којево путовање кроз забавни живот.
Он је имао улогу Троја Диксона у Никелодионовој серији, Бела и Булдози. Глумио је и Кавијера у хорор веб серији WTH: Welcome to Howler. У августу 2017. године, Кој Стјуарт је добио своју прву улогу у музичком видеу и шорту песме „1-800-273-8255” са репером Логиком који се бави питањима хомосексуалности и самоубиства. У новембру 2017. године, објављено је да је Кој добио улогу Флинта у серији Агенти Шилда.

## Филмографија
| Година    | Назив                               | Улога                 | Напомена                     |
| --------- | ----------------------------------- | --------------------- | ---------------------------- |
| 2010      | The Glades                          | Деклан                | Епизода: „Mucked Up”         |
| 2010−2012 | Are We There Yet?                   | Кевин Кингстон-Персон | Главна улога                 |
| 2011      | The Electric Company                | Маркус Барнес         | Главна улога                 |
| 2013      | Срећно, Чарли                       | Варнер                | Епизода: „The Bug Prom”      |
| 2015      | Nickelodeon's Ho Ho Holiday Special | себе                  |                              |
| 2015−2016 | Бела и Булдози                      | Трој Диксон           | Главна улога                 |
| 2016      | НЦИС                                | Брендон Конвеј        | Епизода: „Home of the Brave” |
| 2016–2018 | WTH: Welcome to Howler              | Хавијер               | Главна улога                 |
| 2017      | House of the Witch                  | Дакс                  | ТВ филм                      |
| 2017−2018 | Агенти Шилда                        | Флинт                 | Споредна улога               |

| Година | Назив                         | Улога        | Напомена                                      |
| ------ | ----------------------------- | ------------ | --------------------------------------------- |
| 2015   | Jingle Hit Factory: Detention | Девин        | Шорт                                          |
| 2015   | Throwing Snowballs            | Трој         | Шорт                                          |
| 2015   | Christian                     | Кристијан    | Шорт                                          |
| 2017   | Devil's Whisper               | Гавин        |                                               |
| 2017   | 1-800-273-8255                | Протагониста | Музички видео; Logic ft. Alessia Cara, Khalid |
| 2017   | Deadly Detention              | Кевин        |                                               |
| 2018   | The Judgment of Kyle Noble    | Малик Мартин | Шорт                                          |